# Ukrainian Journal of Physical Optics
«Український журнал фізичної оптики» — науковий щоквартальний журнал, заснований 2000 року. Виходить  англійською мовою. Всі випуски журналу публікуються у вільному доступі. Журнал індексується міжнародними наукометричними базами Scopus та Web Of Science.

## Проблематика
"Український журнал фізичної оптики" друкує оригінальні та оглядові статті, що охоплюють проблеми кристалооптики, п'єзо-, електро-, магніто-, акустооптики, оптичних властивостей твердих тіл та рідин при фазових переходах, голографії, лазерної фізики, атомної і молекулярної спектроскопії, спектроскопії твердого тіла, біооптики, оптичних хвилеводів, оптичних процесів в оптоелектронних приладах та системах, які потребують швидкого опублікування.